# Walckenaeria antica
Walckenaeria antica este o specie de păianjeni din genul Walckenaeria, familia Linyphiidae. A fost descrisă pentru prima dată de Wider, 1834. Conform Catalogue of Life specia Walckenaeria antica nu are subspecii cunoscute.